# Церковне
Церко́вне (каз. Церковное) — село у складі Железинського району Павлодарської області Казахстану. Адміністративний центр та єдиний населений пункт Новомирського сільського округу.
Населення — 523 особи (2021; 495 у 2009, 721 у 1999, 851 у 1989).
Національний склад станом на 1989 рік:
- казахи — 36 %;
- росіяни — 36 %.